# Gerhard Bensch
Gerhard Bensch, auch Gerhart Bensch (* 15. Juli 1912 in Wendisch-Fähre; † 1970), war ein deutscher Funktionär und Politiker der DDR-Blockpartei LDPD. 

## Leben
Bensch war der Sohn eines Eisenbahners, besuchte die Volksschule und nahm dann eine Lehre zum Fleischer auf. 1932 leistete er seinen Wehrdienst und wurde nach Ausbruch des Zweiten Weltkrieges zur deutschen Wehrmacht eingezogen. Gegen Kriegsende geriet er in sowjetische Kriegsgefangenschaft. 1947 wurde er Hofarbeiter und später Chemie-Facharbeiter.

## Politik
Er trat 1949 der in der Sowjetischen Besatzungszone neugegründeten LDPD bei und wurde später Mitglied des Kreisvorstandes Pirna und ab 1950 Kreistagsabgeordneter. Als Nachrücker für Wilhelm von Stolzenberg wurde er am 28. Februar 1952 Landtagsabgeordneter in Sachsen und später zum Bezirkstagsabgeordneten in Dresden gewählt. 1955 erfolgte seine Ernennung zum stellvertretenden Vorsitzendes des Rates des Kreises Pirna.
In der zweiten Wahlperiode von 1954 bis 1958 war er Mitglied der LDPD-Fraktion in der Volkskammer der DDR. Von 1960 bis 1965 war Bensch Bürgermeister der Stadt Radebeul. Am 24. Januar 1962 rückte er parallel dazu für den verstorbenen Abgeordneten Ernst Pridöhl in die Volkskammer der 3. Wahlperiode nach, der er bis 1964 angehörte.
1963 war er an der Begrüßung einer Delegation französischer Parlamentarier auf dem Berliner Zentralflughafen in Schönefeld beteiligt. Die Gruppe aus Paris war auf Einladung der Interparlamentarischen Gruppe zu einem Besuch der DDR eingetroffen.

## Auszeichnungen
- 1950 und 1951: Aktivist der sozialistischen Arbeit